# Louis Napoléon Le Roux
Pour les articles homonymes, voir Le Roux.
Louis « Napoléon » Le Roux (né en 1890 à Pleudaniel (Bro Dreger - Trégor), décédé en 1944 à Londres) (en breton Loeiz "Napoleon" ar Rouz) est un fils de meunier (d'une famille de huit enfants) et nationaliste breton. Il parvient à avoir une instruction malgré son origine modeste sans faire des études, ce qu'il réalisera plus tard en Angleterre.

## Biographie
C'est en 1909 que commence son engagement politique breton. Alors âgé de 19 ans il est employé comme secrétaire de rédaction chez François Jaffrennou, dit Taldir, où il assure le secrétariat de rédaction de la revue Ar Bobl (Le peuple en breton) à Carhaix mais il sera vite en confrontation avec Jaffrennou au nom de l’expression de ses propres idées bretonnes qui se veulent autrement radicales, en revendiquant la volonté de séparer la Bretagne de la France pour en faire un État souverain.
C'est la même année qu'il rencontre Camille Le Mercier d'Erm au sein du même journal. Le Mercier d'Erm est un nouveau rédacteur dans le journal, s'occupant de la tribune "Carnet d'un exilé". C'est probablement à cause des articles de le Mercier d'Erm que Le Roux commence à se pencher vers les idées séparatistes bretonnes.
Il cosigne le Manifeste pour le séparatisme ainsi qu’une brochure : Pour le séparatisme, puis en 1912 le journal Breiz Dishual (en breton : Bretagne Libre) qui perdurera péniblement jusqu’à 1914. Il écrira aussi un article Le renouveau de la Bretagne qui sera publié dans le journal de l'IRA An Phoblacht le 11 octobre 1930. À 21 ans, il est un des fondateurs en octobre 1911 du Parti nationaliste breton (le premier PNB) avec Camille Le Mercier d'Erm et son frère, plus radical encore, Pierre-André Le Roux. Il devient alors ouvertement indépendantiste (on dit alors séparatiste).
Il signe toujours Louis N. Le Roux pour ne pas mettre en avant le nom de « Napoléon ». Cette information est aujourd'hui remise en cause.
Il fait partie des manifestants qui protestent bruyamment le 28 octobre 1911 à Rennes lors de l'inauguration du monument de Jean Boucher représentant Anne de Bretagne agenouillée devant le roi de France, monument qualifié de « honte nationale », jugé dégradant par le mouvement breton (ou Emsav) et qui sera détruit dans l'attentat du 7 août 1932 à l'explosif par l'organisation clandestine bretonne Gwenn ha du (blanc et noir en breton) avec lequel Le Roux est en contact (il a pu être impliqué dans le dynamitage), notamment avec sa porte-parole Meavenn qu’il rencontre en Irlande et à qui il présente des membres de l’IRA comme Franck Ryan.
Il participe au bulletin Brug (Bruyères) en y écrivant plusieurs articles en langue bretonne que fait paraître Émile Masson depuis Pontivy, en 1913-1914, pour le trégorrois, qui fait répandre les thèses socialistes et libertaires dans la paysannerie de Basse-Bretagne. Il traduit avec Émile Masson en breton À mon frère le paysan en 1912, une brochure de l’anarchiste français Élisée Reclus. En 1913, il apprend l'anglais.
En 1913 il est à Paris puis le 01 février 1914 il part pour Londres. Il ne participe pas à la guerre de 1914-1918, car il ne veut pas mourir pour la France et les militaristes. De là, il visite l'Irlande, puis s'installe en Angleterre où il séjourne durant une grande partie du conflit. Il s’explique quelques années plus tard en disant « qu’il ne souhaitait prendre les armes et mourir que pour son pays et pas pour les « militaristes », ces pauvres êtres qui n’ont rien tenté pour éviter la catastrophe, mais qui, au contraire, ont tout fait pour la rendre inévitable ». C'est durant son séjour en Angleterre, qu'il est devenu membre de la Ligue celtique et de la Ligue gaélique. Il obtient de la Grande-Bretagne le statut de réfugié politique en 1916, alors que la France avait demandé son extradition.
Avec cet exil commence une période de la vie de Le Roux dont nous n’avons pas encore réussi à retrouver toutes les informations. S’il a échappé aux combats sur le sol français, il s’est néanmoins retrouvé sous les drapeaux britanniques, en Irlande entre juin 1916 et septembre 1917 juste après l’Easter Week, l’insurrection irlandaise de Pâques 1916 avant d’être démobilisé pour raison de santé. Mais Le Roux connaissait déjà l’Irlande, il y avait voyagé durant l’année 1914 sans que l’on ne sache exactement pour quelles raisons. C’est peut-être à ce moment qu’il commence tisser des liens avec les mouvements républicains irlandais. Durant les années 1930, il raconte dans War Zao, un journal nationaliste breton du Trégor proche du communisme, avoir été un agent du Sinn Fein, le parti républicain irlandais. Il explique même avoir été arrêté par la police britannique et être passé près du peloton d’exécution. La thèse selon laquelle il renseignait les militants irlandais quand il était sous uniforme britannique n’est donc pas à exclure.
En 1919, alors que l’agitation séparatiste irlandaise se fait grandissante, Le Roux est invité à Dublin pour intervenir dans un meeting de la Irish Literary Society. Cela marque le début d’une période bien connue de sa vie, celle d’intellectuel militant dans l’Irlande en plein conflit indépendantiste, puis dans le nouveau pays qui voit le jour à partir de 1921. Il écrit dans la revue La Bretagne libertaire en 1921.
En Irlande il est hébergé dans la famille de Tom Clarke et devient un proche des leaders nationalistes et milite dans les rangs du Sinn Fein. Grâce à des contacts républicains, il a obtenu un emploi dans les Irish Sweeps, où il semble qu'il ait été impliqué dans la distribution clandestine de billets Sweeps aux États-Unis via un réseau IRB. C’est Le Roux qui va écrire la première biographie de Patrick Pearse en 1932, de Tom Clark, publier un livre sur la Ligue gaélique, avec en toile de fond de précieux travaux sur l’histoire de l’indépendance irlandaise auquel il a assisté de près. L'ensemble de ses archives ont été rachetées par l’État irlandais en 2008, vu leur intérêt pour l’histoire du pays. Pour le remercier de ces travaux, le nouvel Etat Libre accorde d’ailleurs à Le Roux la nationalité irlandaise en 1932. Ses liens avec ce pays se font même jusque dans l’intime, en 1936 c’est à une irlandaise, Marion Murphy de Clonmel, fille d’un militant républicain (rédacteur en chef du journal « nationaliste » de Clonmel), qu’il passe la bague au doigt.
En 1922, il est le traducteur français des ouvrages de J. Ramsay MacDonald, notamment Le Socialisme et la Société (1922) puis après divers développements devient le secrétaire particulier du futur Premier Ministre britannique Harold MacMillan. 
Dans les années 1930, en plus de son engagement irlandais, il se tourne à nouveau vers la Bretagne. Il prend alors parti pour Breiz Atao et le Parti Autonomiste Breton (PAB), en les incitant à suivre l'exemple de l'Irlande plutôt qu'à se tourner vers l'URSS. En octobre 1930, il est présent au congrès du PAB à Saint-Brieuc. Il écrira aussi plusieurs article dans le journal Breiz Atao sur la situation en Irlande, en Écosse et au Pays de Galles ainsi que des articles dans les journaux républicains irlandais sur le mouvement autonomiste breton. 
Il fréquente les breizh atao mais s'en écarte vite pour éviter d'éponger les dettes du journal sans contrepartie politique. Le Roux crée alors une Association nationale bretonne (ANB), avec un nouveau journal intitulé Breiz Dishual. Dans un premier temps il ne croit pas à la lutte armée en Bretagne. Pour Le Roux, il suffit d'obtenir l'enseignement du breton obligatoire dans toute la basse Bretagne et l'enseignement de l'histoire de Bretagne dans toute la Bretagne pour lancer la Bretagne d'une façon irréversible vers son émancipation. Mais à la suite des attentats perpétrés par les Gwenn ha Du à Rennes du 7 août 1932 puis du 20 octobre 1932, il estime que ces évènements résonnent comme une avancée historique pour la cause bretonne, le début d'un cheminement vers des réalisations proches du modèle irlandais. Il dit de ces attentats "qu'ils ont été plus éloquents que nos paroles à tous" (Louis N. Le Roux, En Avant !, Editions de Breiz Atao, 1933, page 19.). Il mettra d'ailleurs en lien l'IRA et Gwenn ha Du à partir de 1932.
Il fait aussi quelques voyages discrets en Bretagne, notamment en 1939 lors du débarquement d'armes à Locquirec destinés aux indépendantistes bretons.
Il est tué dans les bombardements de Londres durant la Seconde guerre mondiale par un V2 allemand le 5 août 1944 tombé sur l'hôpital de Middlesex où il est soigné à cause d'une mauvaise grippe.

## Publications
- Candide et Hermeland, idylle bretonne, 1909, sous le pseudonyme de Ludovic Héda
- Pour le séparatisme la question bretonne essai précédé du manifeste, en ligne, éd. du Parti nationaliste breton - Rennes. 1911
- La Langue des relations interceltiques
- L'Irlande militante. La Vie de Patrick Pearse avec une introduction historique et 15 photographies, Imprimerie commerciale de Bretagne, Rennes, (1932)